# Archonias brassolis
Archonias brassolis är en fjärilsart som först beskrevs av Fabricius 1776.  Archonias brassolis ingår i släktet Archonias och familjen vitfjärilar. Inga underarter finns listade i Catalogue of Life.

## Bildgalleri

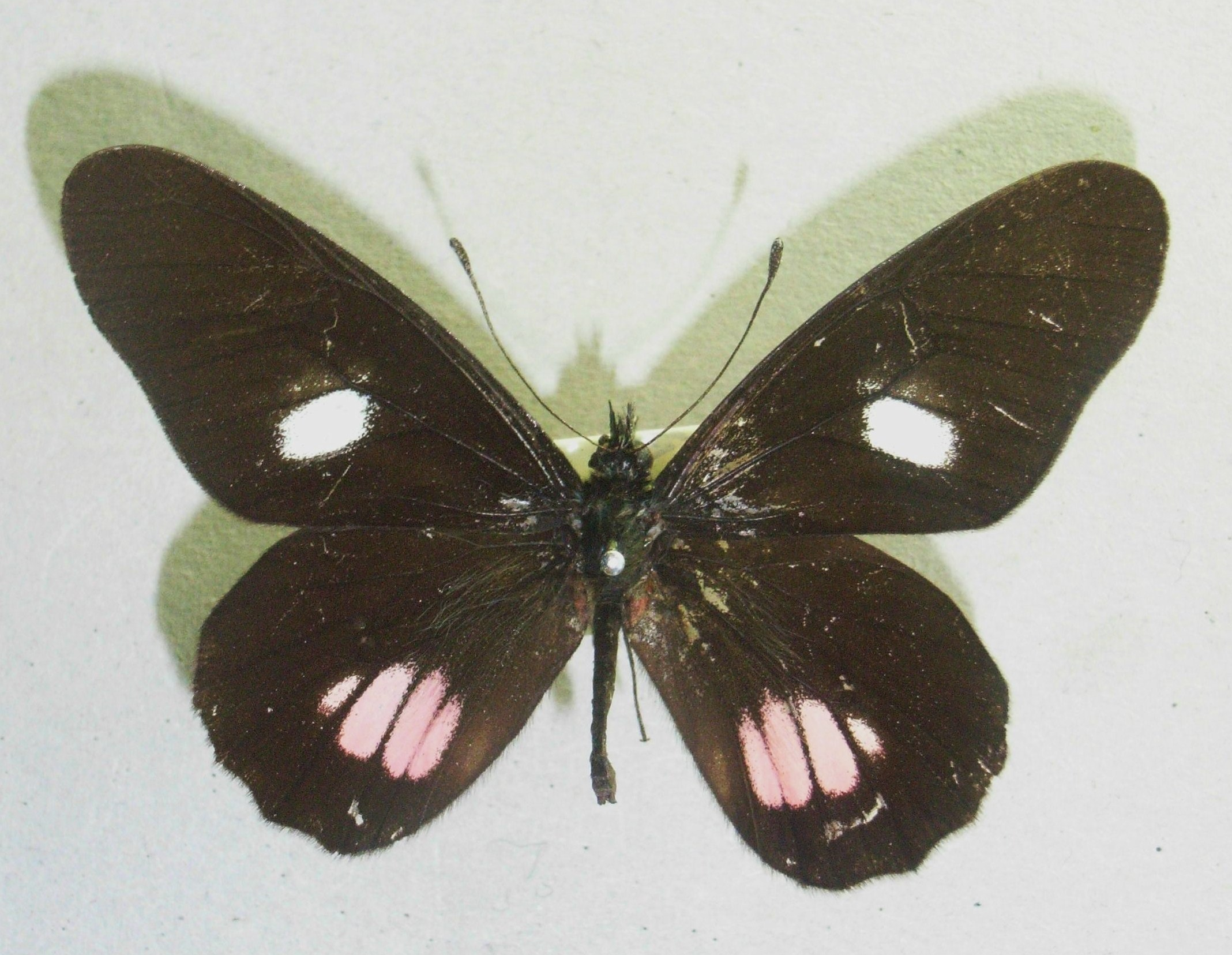